# Prosotas topa
Prosotas topa är en fjärilsart som beskrevs av Evans 1912. Prosotas topa ingår i släktet Prosotas och familjen juvelvingar. Inga underarter finns listade i Catalogue of Life.